# Даниэльсон, Маркус
Маркус Андреас Даниэльссон (швед. Marcus Andreas Danielson; 8 апреля 1989, Эскильстуна, Швеция) — шведский футболист, защитник клуба «Юргорден» и сборной Швеции.

## Клубная карьера
Даниэльссон — воспитанник клуба «Стогстропс». В 2006 году он перешёл в «ИФК Эскильстуна». По окончании сезона Маркус присоединился к «Хельсингборгу», но из-за высокой конкуренции почти не проходил в состав. В 2009 году Даниэльссон в поисках игровой практики перешёл в «Вестерос». В 2011 году он помог клубу выйти в Суперэттан. В 2012 году Даниэльссон перешёл в «Сундсвалль». 31 марта в матче против «Кальмара» он дебютировал в Алсвенскан лиге. 29 июля в поединке против «Кальмара» Маркус забил свой первый гол за «Сундсвалль». По окончании сезона клуб вылетел из элиты, но спустя два сезона он помог команде вернуться обратно. В начале 2018 года Даниэльссон подписал контракт с «Юргорденом». В матче против «Эстерсунда» он дебютировал за новый клуб. В этом же поединке Маркус забил свой первый гол за «Юргорден». В своём дебютном сезоне он помог команде завоевать Кубок Швеции. В 2019 году Даниэльссон стал чемпионом страны.
28 февраля 2020 года Даниэльссон стал самой дорогостоящей продажей «Юргордена» в китайский футбольный клуб «Далянь Ифан» за 50 миллионов шведских крон.

## Международная карьера
12 октября 2019 года в отборочном матче чемпионата Европы 2020 против сборной Мальты Даниэльссон дебютировал за сборную Швеции. В этом же поединке он забил свой первый гол за национальную команду.

### Голы за сборную Швеции
| #  | Дата            | Место                                 | Противник | Счёт | Результат | Соревнование                       |
| -- | --------------- | ------------------------------------- | --------- | ---- | --------- | ---------------------------------- |
| 1. | 12 октября 2019 | Национальный стадион, Та-Кали, Мальта | Мальта    | 0:1  | 0:4       | Чемпионат Европы 2020 квалификация |

## Достижения
«Юргорден»
- Чемпион Швеции: 2019
- Обладатель Кубка Швеции: 2017/18